# Generation Freakshow
Albums de Feeder
Renegades
(2010) All Bright Electric
(2016)
Singles
1. Borders
Sortie : 29 janvier 2012
2. Children of the Sun
Sortie : 30 avril 2012
3. Idaho
Sortie : 27 août 2012

Generation Freakshow est le nom du 8e album studio du groupe britannique Feeder, sorti le 23 avril 2012. Trois singles ont été tirés de l'album, Borders, Children of the Sun et Idaho.

## Liste des pistes
1. Oh My - 3:39
2. Borders - 3:29
3. Idaho - 3:29
4. Hey Johnny - 3:27
5. Quiet - 5:07
6. Sunrise - 4:03
7. Generation Freakshow - 2:49
8. Tiny Minds - 3:16
9. In All Honesty - 2:53
10. Headstrong - 3:13
11. Fools Can't Sleep - 3:49
12. Children of the Sun - 6:33

## Formation
- Grant Nicholas - Chant et guitare
- Taka Hirose - Basse
- Karl Brazil - Batterie
- Damon Wilson - Batterie